# Neogobius ratan
Neogobius ratan är en fiskart som först beskrevs av Nordmann, 1840.  Neogobius ratan ingår i släktet Neogobius och familjen smörbultsfiskar. Inga underarter finns listade i Catalogue of Life.